# Chirita monantha
Chirita monantha är en tvåhjärtbladig växtart som beskrevs av Wen Tsai Wang. Chirita monantha ingår i släktet Chirita och familjen Gesneriaceae. Inga underarter finns listade i Catalogue of Life.